# 互调失真

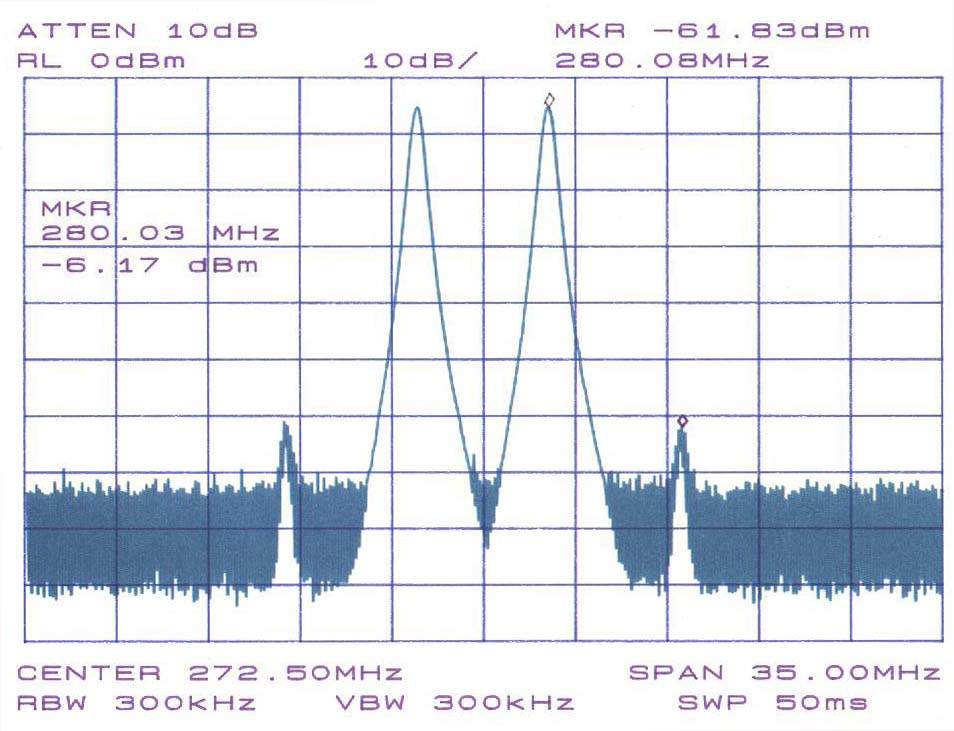
频谱图上显示了 270 和 275 MHz（较大尖峰）之间的互调。280 MHz 和 265 MHz 处的小尖峰为可见的两个互调产物。

互调现象或互调失真是两个或多个不同頻率的信号互相幅度调制后产生额外的频率分量的现象。互调是由系统中的非线性或时间变化引起的。互调所形成的这些额外分量不仅会出现在原信号的谐波频率（原信号频率的整数倍）处，还会出现在原始频率的和及差处和它们的谐波频率处。
互调是由信号处理（物理设备以及算法）的非线性行为引起的。如果要对混合信号在一个非线性系统中互调的结果进行理论计算，可以使用非线性系统的特征的沃尔泰拉级数（也可以使用泰勒级数来进行更近似的计算）。
在现实世界中，几乎所有的音频设备都在一定程度上是非线性的。因此，它们都会表现出一定量的互调失真——虽然它们可能低到人类无法察觉的程度。由于人类听觉系统的特性，互调失真通常比同样强度的谐波失真更突兀，更容易被人耳察觉。  
在无线电通讯中，由于互调失真会产生不需要的杂散发射（通常表现为边带的形式），互调失真通常是一种有害的现象。在无线电传输过程中，杂散发射会增加占用的带宽，干扰相邻的信道，从而降低音频清晰度或增加对频谱的占用。
虽然互调失真与谐波失真都是由信号处理系统的非线性导致的，但是二者的区别主要在于输入信号的不同：即使一个简单的正弦波输入也会产生谐波失真，而一个更复杂的信号则会因不同频率之间的互调而产生互调失真。
在音乐中，人们也将互调现象也有意地应用到电吉他上。例如，过载的放大器或效果踏器会在原来的音调的次谐波处产生新的音调，从而产生强力和弦的效果。
互调也不同于“故意的”调制（比如超外差接收机中的混频器）——混频器“故意地”使用一个非线性元件（即模拟乘法器）来处理要调制的信号。虽然接收信号与内部振荡器信号的互调产物是有意的，但是接收频率附近的强信号与内部振荡器信号也会互调，从而产生一个落在接收机通带内的失真信号。